# محله هوایی بالونپورت
محله هوایی بالونپورت (به انگلیسی: Aeronut Park Balloonport) یک فرودگاه همگانی است که یک باند فرود چمن دارد و طول باند آن ۲۷۴ متر است. این فرودگاه در کشور ایالات متحده آمریکا قرار دارد و در ارتفاع ۲۹۹ متری از سطح دریا واقع شده‌است.